# Liste der Einträge im National Register of Historic Places im Iowa County (Wisconsin)

Lage des Iowa County in Wisconsin

Die Liste der Registered Historic Places im Iowa County in Wisconsin führt alle Bauwerke und historischen Stätten im Iowa County auf, die in das National Register of Historic Places aufgenommen wurden.

## Legende
| NRHP | Historic Place                      |
| HD   | Historic District                   |
| NHLD | National Historic Landmark District |

## Aktuelle Einträge
| [ 2 ] | Name                                     | Bild                                  | Eintragsdatum        | Lage | Ort                         | Beschreibung |
| ----- | ---------------------------------------- | ------------------------------------- | -------------------- | --- | --------------------------- | --- |
| 1     | Archeological Site No. 47Ia167           |                                       | 1992 ID-Nr. 92001026 | Adresse nicht veröffentlicht                                                                            | Town of Brigham             | |
| 2     | Archeological Site No. 47Ia168           |                                       | 1992 ID-Nr. 92001025 | Adresse nicht veröffentlicht                                                                            | Town of Brigham             | |
| 3     | William Henry Brisbane House             | William Henry Brisbane House          | 1990 ID-Nr. 90001458 | Reimann Road 43° 9′ 12″ N, 89° 54′ 33″ W                                                                | Arena                       | |
| 4     | Carden Rockshelter                       |                                       | 1993 ID-Nr. 93000808 | Adresse nicht veröffentlicht                                                                            | Town of Brigham             | |
| 5     | Cassidy Farmhouse                        | Cassidy Farmhouse                     | 1986 ID-Nr. 86002297 | County Road K 43° 1′ 26″ N, 89° 53′ 23″ W                                                               | Barneveld                   | |
| 6     | DNR No. 4 Rockshelter                    |                                       | 1991 ID-Nr. 90002156 | Adresse nicht veröffentlicht                                                                            | Town of Brigham             | |
| 7     | DNR No. 5 Archeological Site             |                                       | 1992 ID-Nr. 92000592 | Adresse nicht veröffentlicht                                                                            | Town of Brigham             | |
| 8     | Dodge Mining Camp Cabin                  | Dodge Mining Camp Cabin               | 2005 ID-Nr. 05000952 | 205 East Fountain Street 42° 57′ 32″ N, 90° 7′ 44″ W                                                    | Dodgeville                  | |
| 9     | Gottschall Site (47Ia80)                 |                                       | 1983 ID-Nr. 83003399 | Adresse nicht veröffentlicht                                                                            | Highland                    | |
| 10    | Grove Street Historic District           | Grove Street Historic District        | 1986 ID-Nr. 86002313 | 304-316 Grove Street 43° 0′ 59″ N, 89° 53′ 58″ W                                                        | Barneveld                   | |
| 11    | Harris House                             | Harris House                          | 1986 ID-Nr. 86002299 | 202 West Wood Street 43° 0′ 57″ N, 89° 53′ 54″ W                                                        | Barneveld                   | |
| 12    | Hole-in-the-Wall No. 1 Cave              |                                       | 1991 ID-Nr. 90002157 | Adresse nicht veröffentlicht                                                                            | Town of Brigham             | |
| 13    | Hyde Chapel                              | Hyde Chapel                           | 1988 ID-Nr. 88002002 | County Highway T 43° 4′ 16″ N, 89° 57′ 56″ W                                                            | Town of Ridgeway            | |
| 14    | Ihm House                                | Ihm House                             | 1986 ID-Nr. 86002301 | 203 North Garfield Street 43° 0′ 59″ N, 89° 53′ 44″ W                                                   | Barneveld                   | |
| 15    | Iowa County Courthouse                   | Iowa County Courthouse                | 1972 ID-Nr. 72000053 | Iowa Street Ecke Chapel Street 42° 57′ 41″ N, 90° 7′ 47″ W                                              | Dodgeville                  | 1859 im Stil des Greek Revival errichtetes Justiz- und Verwaltungsgebäude des Iowa County                               |
| 16    | Iowa Street Historic District            | Iowa Street Historic District         | 1996 ID-Nr. 96000991 | Iowa Street zwischen Division Street und Diagonal Street 42° 57′ 40″ N, 90° 7′ 49″ W                    | Dodgeville                  | |
| 17    | David J. and Maggie Jones House          | David J. and Maggie Jones House       | 1994 ID-Nr. 94000447 | 201 East Swayne Street 42° 58′ 18″ N, 90° 7′ 41″ W                                                      | Dodgeville                  | |
| 18    | Kittleson House                          | Kittleson House                       | 1986 ID-Nr. 86002304 | 104 West Wood Street 43° 0′ 59″ N, 89° 53′ 50″ W                                                        | Barneveld                   | |
| 19    | Linden High School                       | Linden High School                    | 1993 ID-Nr. 93001168 | 344 East Main Street 42° 54′ 56″ N, 90° 16′ 7″ W                                                        | Linden                      | |
| 20    | Linden Methodist Church                  | Linden Methodist Church               | 1978 ID-Nr. 78000099 | Main Street Ecke Church Street 42° 55′ 3″ N, 90° 16′ 26″ W                                              | Linden                      | |
| 21    | Mayland Cave                             |                                       | 1978 ID-Nr. 78000100 | Adresse nicht veröffentlicht                                                                            | Dodgeville                  | |
| 22    | McCoy Rock Art Site                      |                                       | 1991 ID-Nr. 91000467 | Adresse nicht veröffentlicht                                                                            | Town of Moscow              | |
| 23    | Mineral Point Hill                       | Mineral Point Hill                    | 1972 ID-Nr. 72000054 | Abgegrenzt durch WI 23, Copper Street, Dodge Street und Shake Rag Street 42° 51′ 36″ N, 90° 10′ 16″ W   | Mineral Point               | |
| 24    | Mineral Point Historic District          | Mineral Point Historic District       | 1971 ID-Nr. 71000037 | Abgegrenzt durch Ross Street, Shake Rag Street, 9th Street und Bend Street 42° 51′ 54″ N, 90° 10′ 37″ W | Mineral Point               | |
| 25    | Old Rock School                          | Old Rock School                       | 1978 ID-Nr. 78000101 | 914 Bequette Street 42° 58′ 7″ N, 90° 7′ 59″ W                                                          | Dodgeville                  | |
| 26    | Pendarvis                                | Pendarvis                             | 1971 ID-Nr. 71000038 | 114 Shake Rag Street 42° 51′ 50″ N, 90° 10′ 21″ W                                                       | Mineral Point               | Ehemalige cornische Bergarbeitersiedlung                                                                                |
| 27    | Plum Grove Primitive Methodist Church    | Plum Grove Primitive Methodist Church | 1995 ID-Nr. 95000505 | County Road BB 42° 58′ 4″ N, 90° 1′ 11″ W                                                               | Town of Ridgeway            | 1882 im neugotischen Stil errichtete Kirche                                                                             |
| 28    | Pulaski Presbyterian Church Complex      | Pulaski Presbyterian Church Complex   | 2013 ID-Nr. 13000313 | 6757 County Road P 43° 8′ 26,2″ N, 90° 24′ 14″ W                                                        | Town of Pulaski             | |
| 29    | Rainbow Cave                             |                                       | 1995 ID-Nr. 95000761 | Adresse nicht veröffentlicht                                                                            | Barneveld                   | |
| 30    | Roberts House                            | Roberts House                         | 1988 ID-Nr. 86002311 | 302 Front Street 43° 1′ 4″ N, 89° 53′ 47″ W                                                             | Barneveld                   | |
| 31    | Roethlisberger House                     | Roethlisberger House                  | 1986 ID-Nr. 86002312 | 205 North Grove Street 43° 0′ 53″ N, 89° 53′ 54″ W                                                      | Barneveld                   | |
| 32    | Sawle Mound Group Archeological District |                                       | 1991 ID-Nr. 91000672 | Adresse nicht veröffentlicht                                                                            | Arena                       | |
| 33    | Shiprock Rockshelter                     |                                       | 1992 ID-Nr. 92000591 | Adresse nicht veröffentlicht 43° 8′ 45″ N, 90° 17′ 21″ W                                                | Pulaski                     | |
| 34    | Shot Tower                               | Shot Tower                            | 1973 ID-Nr. 73000080 | Tower Hill State Park 43° 9′ 1″ N, 90° 2′ 48″ W                                                         | südöstlich von Spring Green | Rekonstruierter 1831 errichteter Schrotturm, in dem das in der Region geförderte Blei zu Schrotkugeln verarbeitet wurde |
| 35    | Spensley Farm                            | Spensley Farm                         | 1997 ID-Nr. 97000330 | 1126 WI QQ, östlich der Kreuzung mit dem WI 39 42° 52′ 7″ N, 90° 12′ 4″ W                               | Mineral Point               | |
| 36    | Taliesin                                 | Taliesin                              | 1973 ID-Nr. 73000081 | WI 23 43° 8′ 26″ N, 90° 4′ 22″ W                                                                        | südlich von Spring Green    | 1911 errichteter Sommersitz des Architekten Frank Lloyd Wright                                                          |
| 37    | Thomas Stone Barn                        | Thomas Stone Barn                     | 2001 ID-Nr. 01000299 | 7777 WI 18-151 43° 0′ 29″ N, 89° 55′ 23″ W                                                              | Town of Brigham             | |
| 38    | Unity Chapel                             | Unity Chapel                          | 1974 ID-Nr. 74000092 | Abseits des WI 23 43° 7′ 57″ N, 90° 3′ 39″ W                                                            | südlich von Spring Green    | 1886 im Shingle style genannten Baustil nach einem Entwurf des Architekten Joseph Lyman Silsbee errichtete Kpalle       |